# Contea di Montcalm
La contea di Montcalm, in inglese Montcalm County, è una contea dello Stato del Michigan, negli Stati Uniti. La popolazione al censimento del 2000 era di 61 266 abitanti. Il capoluogo di contea è Stanton.